# Satterlyite
La satterlyite est une espèce minérale de phosphate de fer hydroxylé. Elle se trouve dans les schistes phosphatés et a été découverte pour la première fois dans la région de la rivière Big Fish, dans le territoire du Yukon, au Canada.
La satterlyite fait partie du groupe des minéraux phosphatés. Minéral transparent, brun clair à jaune clair, d'une densité de 3,68 g/cm3, sa structure est constituée de deux paires d'octaèdres (Fe,Mg)O6 distordus à faces partagées, reliés entre eux par des arêtes communes pour former des chaînes doubles le long de l'axe [001].
Jack Satterly, à l'origine du nom, est géologue du Département des mines de l'Ontario au Canada, et découvre en 1978 ce minéral dans la région de la rivière Big Fish dans le Territoire du Yukon, à l'extrême ouest du Canada.

## Composition
La formule de ce minéral peut s'écrire (Fe(2+),Mg,Fe(3+)2(PO4)(OH), ou (Fe++,Mg)2(PO4)(OH) ou encore (Fe2+,Mg,Fe)12(PO4)5(PO3OH)(OH,O)6. Des études utilisant les spectres d'absorption optique ont montré que la satterlyite présente des caractéristiques similaires à d'autres minéraux contenant du fer avec des impuretés Fe(III) et Fe(II). Des études par résonance paramagnétique électronique ont également été effectuées sur la satterlyite, en transformant la fine poudre minérale en tube de quartz pour les mesures. Les résultats ont révélé une forte ligne sur g = 2,0 et une autre ligne sur g = 8,0, indiquant la présence d'ions ferreux et ferriques.

## Structure
La satterlyite est un phosphate de fer hydroxylé avec un groupe d'espace P31m. Sa structure est composée de deux paires d'octaèdres (Fe,Mg)O6 partageant des faces, les deux faces étant liées ensemble en partageant des arêtes pour former des chaînes doubles le long du plan [001]. Les chaînes doubles partagent des ligands avec six autres chaînes doubles pour former un réseau 3D contenant trois tétraèdres PO4, liés par les coins aux octaèdres (Fe,Mg)O6. Les deux octaèdres (Fe,Mg)O6 ont des occupations différentes ; le rapport Fe/Mg des sites M est de 0,838:0,162 pour le site M(1) et de 0,706:0,294 pour le site M(2). La structure contient trois atomes H; deux partagent des ligands avec deux octaèdres (Fe,Mg)O6 et le troisième atome H fortement désordonné est lié à l'O du tétraèdre PO4.
L'holtedahlite et la satterlyite sont deux minéraux aux structures similaires. L'holtedahlite a été trouvée dans une carrière en Norvège et a la formule (Mg12PO4)5(PO3OH,CO3)(OH,O)6 est isostructurale avec la satterlyite. Celle-ci ne contient pas de carbonate à la place du phosphate et présente une structure légèrement différente qui est également apparentée à celle de la phosphoellenbergerite, découverte en Norvège et en Italie et dont la formule est Mg14(PO4)(PO3OH)2(OH)6.
La résonance paramagnétique électronique et les études d'absorption optique ont été utilisées pour examiner les minéraux de phosphate de fer satterlyite et gormanite. Les résultats des études optiques montrent que les deux minéraux contiennent des ions ferreux et ferriques. Ces études montrent également que la symétrie de site du Fe(III) dans la satterlyite est tétraédrique déformée. Cependant, les ions Fe(II) ont une structure octaédrique déformée tétraédrique. La structure complexe de la satterlyite est composée de deux paires d'octaèdres déformés partageant des faces de (Fe, Mg)O6, reliées entre elles par des arêtes communes pour former des chaînes doubles le long de [001].

## Propriétés physiques
La satterlyite a une couleur brun clair à jaune clair avec un trait jaune clair et une dureté de 4,5 à 5. Elle a une symétrie cristalline non trigonale (pyramide ditrigonale) avec un groupe d'espace P31m et pas de clivage. Les paramètres de maille du minéral sont a = 11.35 Å et c = 5.04 Å, le rapport a/c est de 1:0.444 et le volume de maille est de 562,28 Å3. Le minéral se présente sous l'une des trois formes suivantes : agrégée (lorsque le minéral est constitué de nombreux cristaux individuels ou d'amas), nodulaire (croissance en cercle autour du centre) ou radiale (le cristal rayonne vers l'extérieur à partir du centre d'un point commun sur le minéral).

## Gisements
Jack Satterly a découvert la satterlyite dans des nodules de schiste de la rivière Big Fish. Ces nodules avaient un diamètre d'environ 10 cm, certains étaient constitués uniquement de satterlyite et d'autres présentaient aussi du quartz, de la pyrite, de la wolfeite ou de la maricite. Le spécimen type est maintenant conservé au Musée Royal de l'Ontario.